# جائزة أستراليا الكبرى 2016
جائزة أستراليا الكبرى 2016 هو سباق فورمولا 1 أقيم في حلبة سباق الجائزة الكبرى في ملبورن، أستراليا. كان الأول من أصل 21 في بطولة العالم لسباقات الفورمولا واحد موسم 2016. حلّ الألماني نيكو روسبيرغ أولا بينما جاء البريطاني لويس هاملتون في المركز الثاني وحصل على المركز الثالث الألماني سباستيان فيتل.